# Giacinto Santambrogio
Giacinto Santambrogio (* 25. April 1945 in Seregno; † 13. Juni 2012 ebenda) war ein italienischer Radrennfahrer.

## Sportliche Laufbahn
Bei seinem Etappensieg in der Internationalen Friedensfahrt 1968 kam er im Endklassement auf den 49. Platz der Rundfahrt. Giacinto Santambrogio begann seine Profi-Karriere 1969 in der italienischen Mannschaft Molteni. Die meiste Zeit war er bei der ebenfalls italienischen Mannschaft Bianchi-Campagnolo. Er beendete seine Laufbahn 1979 in der Mannschaft Inoxpran aus Italien.

## Erfolge
1968
- eine Etappe Internationale Friedensfahrt

1969
- Coppa Bernocchi

1971
- eine Etappe Giro d’Italia

1972
- Tre Valli Varesine

1974
- GP Città di Camaiore
- Larciano
- Grosser Preis des Kantons Aargau

1975
- eine Etappe Tour de France
- eine Etappe Giro di Puglia
- Cronostaffetta

1977
- eine Etappe Tour de France
- eine Etappe Giro d’Italia